# Đuro Deželić
Đuro Deželić (Ivanić-Grad, 25. ožujka 1838. – Zagreb, 28. listopada 1907.), bio je hrvatski književnik i publicist.

## Životopis
Đuro Deželić rođen je u Ivanić-Gradu 1838. godine. Nakon studija prava stupio je u službu grada Zagreba. Od 1871. godine do smrti bio je gradski vijećnik i zamjenik gradonačelnika. Njegovim nastojanjem podignuti su mnogi dijelovi grada, uređeni trgovi i sagrađen vodovod. Godine 1868. osnovao je vatrogasnu službu u Hrvatskoj. U političkom životu do 1873. godine izjašnjavao se kao unionist, a poslije se priklonio pravašima.
Đuro Deželić je bio marljiv djelatnik i u drugim područjima kulturnog i javnog života. Uređivao je Narodne novine i Danicu, bio je i prvi urednik Domobrana 1866. i Vienca 1869. godine. Pisao je i povijesne i filozofske rasprave, političke članke, poeziju, pripovijesti, romane, putopise i životopise poznatih sunarodnjaka. Čitatelje je naročito privlačio popularno pisanim člancima iz hrvatske povijesti.

## Izabrana djela
- Sbirka životopisah slavnih jugoslovjenskih muževah, 1861.
- Životopis Mirka Bogovića, 1862.
- Pjesmarica ili sbirka rado pjevanih pjesama, 1865.
- Surka, 1867.
- Medvedgradski duh, 1868.
- Burzanci, 1885.

## Vanjske poveznice
- Državni arhiv u Zagrebu: Obitelj Deželić  Arhivirana inačica izvorne stranice od 23. lipnja 2012. (Wayback Machine)
- Đuro Stjepan Deželić Hrvatska tehnička enciklopedija, portal hrvatske tehničke baštine. LZMK